# Quesada (insecto)
Quesada es un género de cigarras de América del Sur y del Norte.

## Lista de especies
- Quesada gigas (Olivier, 1790)
- Quesada sodalis (Walker, 1850)